# Lama tagliente
Lama tagliente (Sling Blade) è un film del 1996 scritto, diretto e interpretato da Billy Bob Thornton, basato sul cortometraggio Some Folks Call it a Sling Blade di George Hickenlooper, in cui lo stesso Thornton figurava come protagonista.

## Trama
Karl Childers ha una disabilità cognitiva e un passato infelice. La sua infanzia è stata uno stillicidio di supplizi e maltrattamenti inferti da una coppia di genitori fanatici e bigotti che credono sia venuto al mondo per punizione divina. La sua adolescenza è stata segnata dal suo essere stato educato in un ambiente di disadattati a seguito dell'omicidio di sua madre. Dimesso da un manicomio criminale contro la sua volontà, Karl si trova alle soglie dei quarant'anni a tornare nella cittadina natia per affrontare il difficile reintegro nella comunità civile. Il piccolo Frank Wheatley è il suo unico amico, in grado di convincere la madre Linda ad accogliere Karl in casa loro, ma il patrigno di Frank, Doyle Hargraves, è un uomo violento, e per Karl si apre una pericolosa finestra su un passato rimosso.

## Riconoscimenti
- 1997 - Premio Oscar
  - Miglior sceneggiatura non originale a Billy Bob Thornton
  - Candidatura al miglior attore a Billy Bob Thornton